# Barakani (Anjouan)
Barakani (arabisch باراکانی) ist eine Siedlung auf der Komoreninsel Anjouan.

## Lage
Barakani ist mit den Orten Ouani und Gnantranga zusammengewachsen. Die Stadtregion liegt an der Westküste des nördlichen Inselzipfels und Barakani liegt landweinwärts von Ouani. Der Flugplatz Ouani Airport befindet sich nördlich der Siedlung. Die Einwohnerzahl wird auf über 6000 Einwohner geschätzt.